# Afrobeats
Im Gegensatz zu Afrobeat ist das westafrikanische Afrobeats seit 2018 weltweit erfolgreich. Daran sind vor allem nigerianische Musiker beteiligt. Dem Billboard Magazine zufolge ist der nigerianische Afrobeats das am schnellsten wachsende Genre in den Vereinigten Staaten. Afrobeats-Star CKay meinte: „Afrobeats ist der neue Pop.“

## Auszeichnungen

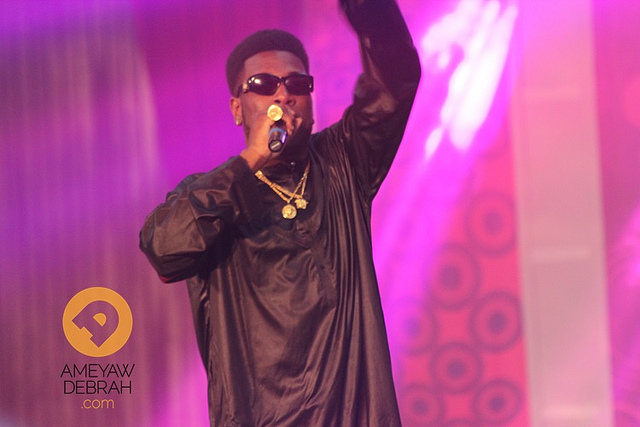
Burna Boy

Nigerianische Musiker erhalten zunehmend internationale Anerkennung. Künstler wie King Sunny Ade, Femi Kuti und Seun Kuti haben in der Vergangenheit Grammy-Nominierungen erhalten. – Burna Boys African Giant erhielt 2020 eine Grammy-Nominierung für das beste Weltmusikalbum. Sein Twice as Tall erhielt im folgenden Jahr einen Grammy für das beste globale Musikalbum. Wizkids Made in Lagos wurde 2021 in der gleichen Kategorie nominiert. Wizkids Essence featuring Tems wurde ebenfalls in der Kategorie Best Global Music Performance nominiert.
Der Erfolg des nigerianischen Afrobeats führte zur Einführung der Kategorie „Bester afrikanischer Act“ bei den MTV Europe Music Awards im Jahr 2005, gefolgt von den BET Awards im Jahr 2011, die seitdem Preise in der Kategorie „Bester internationaler Act: Afrika“ vergeben.

## Kooperationen

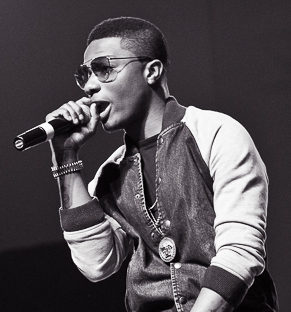
Wizkid

Die Zusammenarbeit von Afrobeats-Musikern mit den größten Musikstars der Welt hat zu einer weiteren globalen Bekanntheit geführt. Im Jahr 2019 nahm der US-Star Beyoncé die Dienste zahlreicher nigerianischer Stars in Anspruch, darunter Wizkid und Burna Boy. Ihr Brown Skin Girl wurde bei den Grammys 2021 als bestes Musikvideo ausgezeichnet. Kidjos Album Mother Nature (2021), an dem viele nigerianische Stars mitgewirkt haben, wurde für den Preis für das beste globale Musikalbum nominiert.

## Charterfolge, Streaming
Im Jahr 2012 erreichte D'banjs Oliver Twist Platz 9 der UK Singles Chart und Platz 2 der UK R&B Chart. Es war der erste nigerianische Afrobeats-Song, dem dies gelang. – Wizkid erreichte im Jahr 2016 an der Seite von Drake die Nummer 1. – Wizkids Essence, featuring Tems, kam als Remix mit Justin Bieber in die Top Ten der US Billboard 100.
Davido ist einer der meistgefolgten afrikanischen Künstler auf Instagram und X (Twitter).

## Besondere Live-Auftritte
Nigerianische Popmusiker wie Wizkid, Davido und Burna Boy haben die O2 Arena in London bzw. die Accor Arena in Paris ausverkauft.
Beim NBA-All-Star-Spiel am 19. Februar 2023 präsentierten die nigerianischen Afrobeats-Größen Burna Boy, Tems und Rema die prestigeträchtige Halbzeitshow. CNN sah dies als „ein Zeichen dafür, dass der weltweite Aufstieg des Genres auch im Jahr 2023 anhält.“ „Das ist ein Traum“, sagte Grammy-Preisträger Burna Boy „Das ist unglaublich. Ich habe als Kind davon geträumt, in der NBA zu spielen, aber ich durfte beim NBA-All-Star-Spiel auftreten, also habe ich es wohl so oder so geschafft.“ Für Tems war es der Abschluss eines turbulenten Monats, in dem sie kürzlich als erste nigerianische Künstlerin eine Oscar-Nominierung für ihre Arbeit an Rihannas „Lift Me Up“ erhielt. Außerdem gewann sie am 5. Februar ihren ersten Grammy für ihre Zusammenarbeit mit Drake und Future bei „Wait For U“.
Seit seinem Auftreten auf dem Afro Nation Festival 2023 in Miami zählt Asake aus Lagos zu den Afrobeats-Größen.